# Ascalohybris subjacens
Ascalohybris subjacens là một loài côn trùng trong họ Ascalaphidae thuộc bộ Neuroptera. Loài này được Walker miêu tả năm 1853.